# Niecka leszczyńska
Niecka leszczyńska (rów Leszczyny, półrów Leszczyny, synklina złotoryjska) – niewielka jednostka geologiczna (tektoniczna) w północno-zachodniej części Sudetów (w pobliżu miejscowości Leszczyna), północno-wschodnia część depresji północnosudeckiej. Od północy, wschodu i południa ogranicza ją metamorfik kaczawski. Od zachodu łączy się z główną częścią depresji północnosudeckiej. Z tego powodu najwłaściwszą nazwą jest półrów. Ma kształt niecki wydłużonej z zachodu na wschód, przy czym warstwy skalne zapadają do środka – na wschodzie ku zachodowi, na południu ku północy. Od północy niecka ograniczona jest uskokiem Jerzmanic.
Zbudowana jest ze skał osadowych i skał wulkanicznych powstałych w okresie od dolnego permu do górnej kredy. Są to przede wszystkim piaskowce, mułowce, wapienie, margle, gipsy i anhydryty, a ze skał wulkanicznych: porfiry, melafiry i ich tufy.
Buduje podłoże północnej części Pogórza Kaczawskiego, a dokładniej – zachodniej części Pogórza Złotoryjskiego.
W synklinie złotoryjskiej znajdują się nieczynne kopalnie miedzi : ZG Lena oraz ZG  Nowy Kościół.